# Герб Квитсёй
Герб Квитсёй (норв. Kvitsøy) — опознавательно-правовой знак коммуны Квитсёй, губернии Ругаланн в Норвегии, составленный и употребляемый в соответствии с геральдическими (гербоведческими) правилами, и являющийся официальным символом муниципального образования и символизирующий его достоинство и административное значение.
Герб Квитсёй был утверждён в 1989 году.

## Описание
На варяжском (норманском) треугольном геральдическом щите помещены три серебряные маяка на лазоревом поле, которые являются логическим символом этого островного муниципалитета на юго-западном побережье Норвегии.